# Stenaoplus albapex
Stenaoplus albapex är en stekelart som beskrevs av Heinrich 1968. Stenaoplus albapex ingår i släktet Stenaoplus och familjen brokparasitsteklar. Inga underarter finns listade i Catalogue of Life.